# Albatros L 83
L'Albatros L 83 fu un aereo da trasporto, monomotore, e monoplano ad ala bassa, sviluppato dall'azienda aeronautica tedesca Albatros Flugzeugwerke GmbH nei tardi anni venti.
Prodotto in soli due esemplari, rimase operativo in ambito civile durante gli anni trenta.

## Storia del progetto
Alla fine degli anni venti l'Albatros decise di avviare lo sviluppo di un nuovo modello destinato al mercato del trasporto civile per affiancare, con un velivolo più specificatamente da trasporto merci, i due aerei passeggeri prodotti dall'inizio del decennio, il monomotore Albatros L 58 da 7 posti a sedere e il bimotore L 73 da 8 posti. Affidato all'ufficio tecnico aziendale il progetto, identificato dall'azienda come L 83, era caratterizzato da un'impostazione per l'epoca convenzionale, un monomotore a elica traente, con velatura monoplana ad ala bassa, caratterizzato da un'ampia fusoliera che integrava la cabina di pilotaggio quadriposto chiusa e lo scompartimento posteriore destinato al carico, e un carrello d'atterraggio fisso.
Le specifiche tecniche e la configurazione interna prevista lo rendevano adatto al ruolo di aereo postale e di trasporto merci per rotte a lunga distanza, o come aereo cargo per medie distanze.

## Tecnica
L'L 83 riproponeva un'impostazione, per l'epoca, convenzionale per il ruolo a cui era destinato: velivolo monomotore a elica traente, monoplano ad ala bassa, con capiente fusoliera a cabina di pilotaggio chiusa e carrello fisso.
La fusoliera, a sezione rettangolare e rastremata verso coda, integrava la cabina di pilotaggio a quattro posti e lo scompartimento posteriore destinato alle merci, e terminava posteriormente nel caratteristico impennaggio monoderiva con elemento orizzontale posizionato sul dorso e davanti a quello verticale, particolarità tecnica adottata in altri modelli Albatros del periodo.
Le velatura era di tipo monoplano, a pianta trapezoidale e montata bassa sulla fusoliera, caratterizzata da una parte centrale alla quale erano collegate le due semiali che davano alla stessa un profilo a diedro positivo, ed abbinava la struttura in duralluminio a una ricopertura anch'essa metallica.
Il carrello d'atterraggio era un biciclo fisso, anteriormente caratterizzato dalle due ruote indipendenti montate su un complesso tubolare ammortizzato ad elementi verticali telescopici, integrato posteriormente da un pattino d'appoggio, anch'esso ammortizzato, posizionato sotto la coda.
La propulsione era affidata ad un singolo motore Junkers L5, un 6 cilindri in linea raffreddato a liquido, collocato sul naso del modello, racchiuso in una cofanatura con apertura "a conchiglia", soluzione che permetteva una più agevole manutenzione da parte del personale tecnico, e separato dall'abitacolo da una paratia frangifiamma. Il propulsore comandava un'elica bipala a passo fisso.

## Impiego operativo
Le foto e i documenti di archivio identificano il modello, presumibilmente il primo per il minore numero di identificazione, immatricolato D-2024 indicato con la dedicazione Adler. (Aquila, in lingua tedesca). Fotografato davanti alle strutture della compagnia aerea Deutsche Luft-Hansa (DLH), non è certo se ne fosse stato anche preso in carico.
Il secondo esemplare, Werk.Nr 10186, venne immatricolato D-2211 e preso in carico nel febbraio 1932 alla Deutsche Verkehrsfliegerschule (DVS) GmbH, organizzazione paramilitare clandestina che operava nelle scuole di volo civili in Germania.
Il modello venne esposto al pubblico durante una serie di manifestazioni aeree internazionali a scopo propagandistico da parte del nuovo governo tedesco a guida nazionalsocialista per valorizzare la propria tecnologia aeronautica.

## Utilizzatori
Germania
- Deutsche Verkehrsfliegerschule

### Riviste
- Albatros-L 83 Adler-Verkehrsflugzeug, in Flugsport, n. 10, Frankfurt am Main, Verlag für Flugsport, 13. Mai 1931, ISSN no (WC · ACNP) (archiviato dall'url originale il 3 febbraio 2016).